# Börtönőr

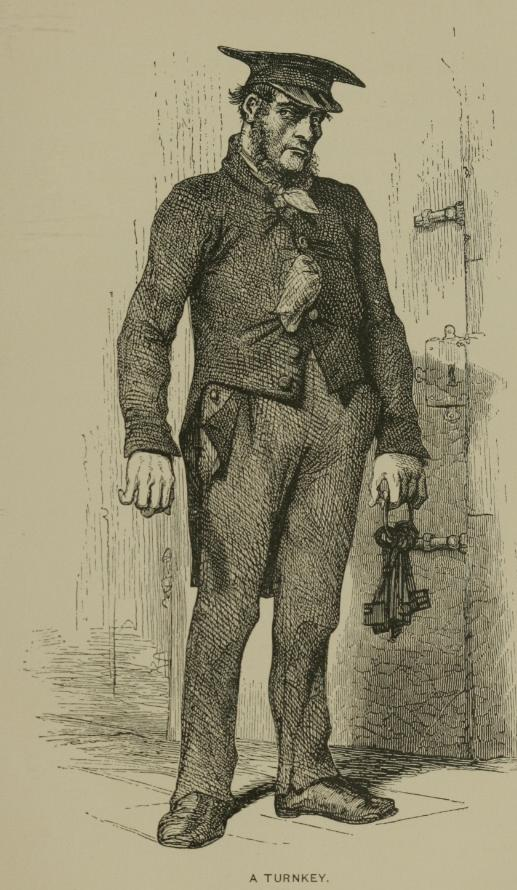
Egy párizsi börtönőr ábrázolása 1897-ből

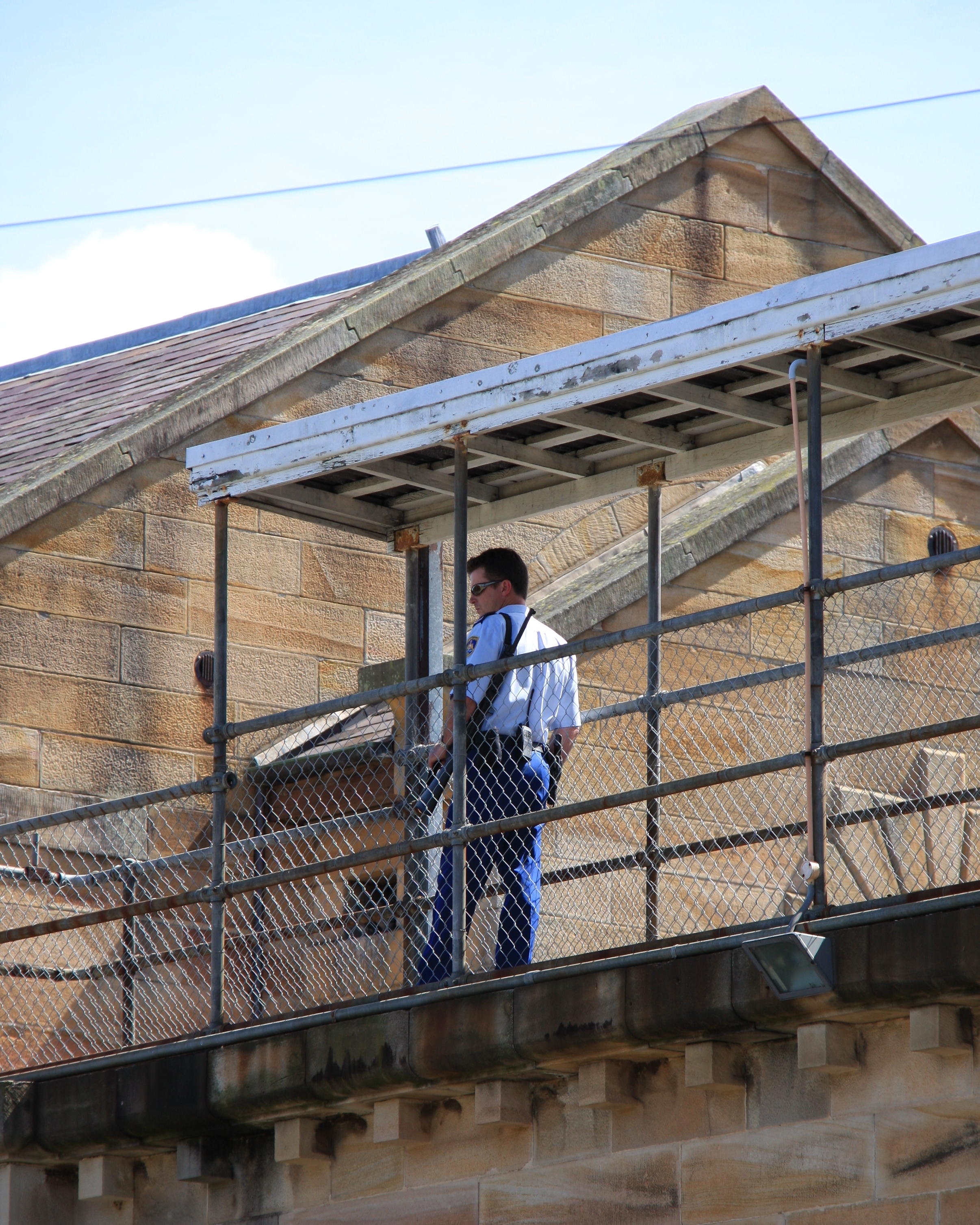
Egy ausztrál börtönőr munka közben

A börtönőr a börtönszlengben smasszer, régies elnevezéssel foglár, hivatalos megnevezése büntetés-végrehajtási felügyelő. Tágabb értelemben börtönőrnek nevezhető mindaz, aki a büntetés-végrehajtás állományában hivatásosként szolgál. Szűkebb értelemben börtönőrök alatt azokat a büntetés-végrehajtási (bv.) tiszthelyetteseket és altiszteket (zászlós) értjük, akik közvetlenül fogvatartottakkal foglalkoznak: ellátják az őrzésüket, a felügyeletüket és az ellenőrzésüket, ill. magát a büntetés-végrehajtási (vagy a fogvatartás céljára kijelölt) intézményt védik és őrzik. Szócikkünk ezen szűkebb értelemben vett büntetés-végrehajtási alkalmazottakról szól. A börtönőrök védőszentje Szent Adorján, ünnepét minden évben szeptember 8-án tartják.

## A szakma rövid története[2]
Az ókorban és a középkorban a büntetés-végrehajtás kimerült az elítélt kivégzésében, némely esetben a kényszermunkában, ezért csupán egy adott helyen (tömlöc, verem stb. vagy a kényszermunka helyén) őrizni kellett az illetőt, hogy ne szökjön meg. Erre a feladatra bőven elég volt egy egyszerű közkatona is, aki sok esetben az őrzés végén az elítélt kivégzését is végrehajtotta. A felvilágosodás időszakában a fogvatartottakat egyre többféle munkára kezdték használni, továbbá felmerült az igény az esetleges rehabilitációjukra, így azok a katonák, akik őrizték az elítélteket egyre többféle tevékenységben kellett, hogy koordinálják őket. A 20. század legelejére már majdnem kialakult a jelenlegi büntetés-végrehajtási metódus, létrejöttek a rezsimek (büntetés-végrehajtási fokozatok – fogház, börtön stb.), így már nem volt elég egyszerű közkatonákkal ellátni a fogvatartottak őrzését, mert a munkájuk egyre több specialitást kívánt meg, amit katonai kiképzésük alatt nem kaptak meg. A demokratikus államokban elkezdték figyelembe venni az emberi jogokat is a büntetés-végrehajtás során, majd végül a büntetés-végrehajtás fő feladata a rehabilitáció lett (ill. ahol érvényben volt/van a halálbüntetés, ott adott esetben annak végrehajtása is). A börtönőrök képzése mára már a legtöbb országban külön akadémiákon zajlik, ami a tananyagot tekintve sok hasonlóságot mutat a rendőrségével, hiszen a büntetés-végrehajtási tiszthelyettesek elsősorban rendészeti feladatokat végeznek.
Napjainkban még mindig vannak olyan országok, ahol katonákat alkalmaznak börtönőrnek. Ilyen például a hírhedt Guantánamói-öbölbeli amerikai fogolytábor, továbbá több diktatórikus és/vagy fejlődő országban is katonákkal őriztetik a börtönöket vagy sok esetben azok hiányában a büntetőtelepeket, kényszermunkatáborokat, lágereket. Magyarországon a budapesti Petőfi laktanyában lévő Katonai Fogházat és az ott fogvatartott katonai bűncselekményekért elítélteket katonák őrizték, ám 2007-ben megszüntették és az Igazságügyi és Rendészeti Minisztérium kezelésébe adták át, így hazánkban jelenleg börtönőri feladatokat kizárólag büntetés-végrehajtási tiszthelyettesek látnak el, leszámítva a rendőrségi fogdában lévő fogvatartottakat, akikre rendőrök vigyáznak.

## Börtönőrök a mai Magyarországon
A börtönőrök a büntetés-végrehajtási fegyveres rendvédelmi szervezet hivatásos állományú tagjai, tehát a szó tágabb értelemében katonák, akik egy speciális rendvédelmi feladatra vannak kiképezve. Így a magyar rendvédelmi szerveknél egységes katonai hierarchia uralkodik a bv. szervezetben is. Munkájukat törvények szabályozzák.
Hazánkban három elkülöníthető csoportra oszthatóak a börtönőrök a feladatuk jellegéből adódóan: biztonsági felügyelő, körletfelügyelő és munkáltatási felügyelő. Továbbá a biztonsági felügyelőkön belül külön csoportot alkotnak a készenléti-biztonsági felügyelők (akik a rendőrségi kommandós alakulatokhoz hasonló képzésen esnek át), a kutyás-biztonsági felügyelők (kutyavezető biztonsági felügyelő) és a körletfelügyelőkön belül megkülönböztethetjük a HSR-körlet-felügyelőket, akiket speciálisan a szegedi HSR-körletben élő tényleges életfogytiglanra ítéltek őrzésére képeznek ki.

### Feladatuk
A börtönőrök feladata elsősorban a büntetés-végrehajtási szerv védelme, mely a teljesség igénye nélkül elsősorban olyan feladatokban merül ki, mint például az intézet területére beléptetés-kiléptetés; a járművek rakodásának ellenőrzése; őri (kapuban, őrtoronyban), ügyeleti, készenléti és járőri feladatok; fegyveres biztosítás; szolgálati hely átadása-átvétele stb. A börtönőrök őrzéssel, felügyelettel vagy ellenőrzéssel biztosítják a fogvatartottak mindennapi tevékenységét, mely szigorú napirend szerint zajlik. Végrehajtják a fogvatartottak előállítását, szállítását és kísérését (pl. tárgyalásra, közkórházba, másik bv. intézménybe stb.), motozását, elhelyezését és kiadását a lakókörletből, a fogvatartott ellenszegülésének kényszerítő eszköz alkalmazásával való megszüntetése, melyek használatának szigorú jogi követelményei vannak, továbbá vezetik a rendszeresített okmányokat, nyilvántartásokat, ill. jelentést tesznek szóban vagy írásban. Ezen feladatokat elsősorban a tiszthelyettesek (őrmesterek) látják el, míg munkájukat közvetlenül az altisztek (zászlósok) irányítják és ellenőrzik, akikre így a „átlagos smasszermunkán” túl már több adminisztrációs feladat hárul.
A halálbüntetés eltörlése előtt a kivégzést, azaz hazánkban konkrétan az akasztást is börtönőrök hajtották végre.
A büntetés-végrehajtási intézmények totális jellegéből adódóan a börtönőröknek munkájuk során sokrétű kapcsolatrendszerrel kell szembesülniük, hiszen együtt kell működniük az intézményben dolgozó polgári alkalmazottakkal (pl. egészségügyi személyzet, jogászok, pedagógusok, lelkészek stb.), továbbá szükséges esetekben más hivatásos szervek munkatársaival (rendőrök, nyomozók, tűzoltók), ill. magával a fogvatartott rokonaival.

### Munkaeszközeik
A büntetés-végrehajtási felügyelők szinte kizárólag egyenruhában, némely ritka esetben munkavédelmi ruhában (elsősorban a fogvatartottak munkáltatását szolgáló létesítményekben) végzik a feladataikat. A biztonsági feladatok ellátásához a feladatuk jellegéből adódó speciális biztonságtechnikai eszközöket használnak, kezelnek, mint például védelmi építmények, őrhelyek technikai berendezései, zárt láncú televíziós rendszer, kamerák stb. Szállításhoz és kíséréshez speciális kialakítású járművekre, rabszállítókra van szükség. Magyarországon csak közúti járműveken szállítanak fogvatartottakat, míg például az USA-ban az óriási távolságok miatt léteznek rabszállító repülőgépek és hajók is.

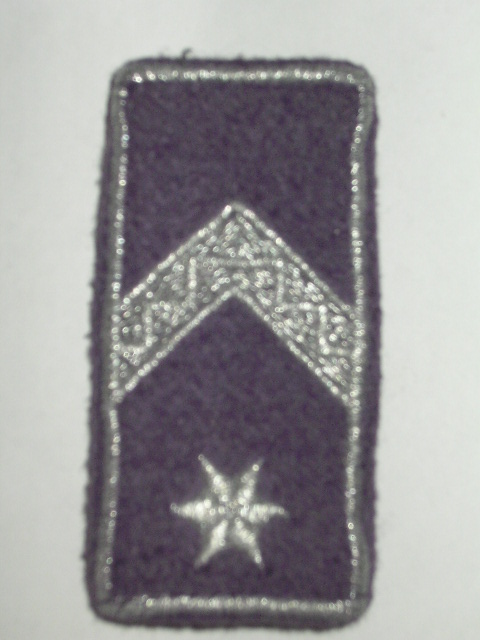
Jelenlegi bv. őrmesteri váll-lap, a „lila paroli”

Továbbá a feladatuk jellegéből adódó kényszerítő eszközökkel láthatják el a börtönőröket. A büntetés-végrehajtásnál rendszeresített kényszerítő eszközök megegyeznek a rendőrségnél rendszeresítettekkel: testi kényszer, bilincs, gumibot, gázspray, szolgálati kutya, lőfegyver stb. Ám a legfontosabb eszköze az élőszó. Hiszen ha már kényszerítő eszközt kell használni, akkor már bekövetkezett a baj (szakszóval esemény). A büntetés-végrehajtási felügyelőknek elsősorban a kényszerítő eszközök alkalmazásának jogi fennállását kell megelőzniük egy problémás szituációban és ezt a megfelelő ráható beszéddel, alkalmazott pszichológiával, retorikával lehet elérni. Tehát elengedhetetlen a kiváló kommunikációs készség, hiszen rendkívül sokféle személyiségű és kultúrájú fogvatartottal kell tudnia bánni.

### Képzésük
A börtönőrök képzését hosszú ideig a váci börtön területén lévő tiszthelyettes képzőben végezték egészen 1996-ig, mikor is felépült Budapesten Kőbányán az új oktatási központ. Aki jelentkezik egy büntetés-végrehajtási intézményben hivatásos szolgálatra és 18-65 év közötti, érettségivel rendelkezik és egészségügyileg alkalmasnak minősítik, azt ebben az oktatási központban képzik ki. 2008-ig egy négy hetes bevezető képzésen vettek részt a kadétok, majd ez után már aktív szolgálat mellett a későbbiekben tervezett beosztásuktól függően alap- vagy középfokú (zászlós) tanfolyamon vettek részt levelező rendszerben. 2008 szeptemberétől a bevezető és az alapfokú képzést összevonták egy három hónapos képzésbe. A kiképzés során biztonsági, nevelési, jogi, alaki (erre a sorkatonai szolgálat eltörlése miatt van szükség), rendvédelmi és szolgálati ismereteket tanulnak, továbbá lőkiképzéseken vesznek részt a büntetés-végrehajtási tiszthelyettes-jelöltek. Több év aktív szolgálat után az alapfokú tanfolyami képzettséggel rendelkező tiszthelyettest középfokú (zászlós) képzésre küldhetik, ahol már speciálisabb ismereteket szerez. Szükség esetén, ha a szolgálati érdek és/vagy a beosztása úgy kívánja, bármely börtönőrt küldhetik speciális továbbképzésekre (pl. HSR-körlet-felügyelő, kutyavezető-képzés, raktáros, szakmai idegen nyelvi-képzés, kommunikációs tréning stb.).
A tisztek képzése a Rendőrtiszti Főiskolán történik a rendészeti igazgatási BSc szak büntetés-végrehajtási szakirányán. A főiskolán külön Büntetés-végrehajtási Tanszék működik.

## Börtönőrök a sajtóban és a művészetekben
- A Kékfény c. magyar bűnügyi híradó 2008 őszén hetente bemutatott egy büntetés-végrehajtási intézményt: Tököli rabkórház, Nagyfai fogvatartotti krónikus utókezelő, IMEI, Tököli rabkórház K-körlet, Drogproblémák a bv-ben és drogprevenciós-körletek, A büntetés-végrehajtás jelenlegi állapota és anya-gyermek körlet Kecskeméten, Tököli fiatalkorúak BV-intézete, a smasszerok jelenlegi helyzete, a kalocsai női fegyház.
- A National Geographic Lakat alatt (Lockdown) és az Amerika legkeményebb börtönei c. több éve futó ismeretterjesztő sorozatok az USA különféle börtöneit, lakóit és az amerikai börtönőrök munkáját mutatják be (pl: Lockdown. YouTube [halott link], Lockdown. YouTube [halott link]).
- Stephen King A halálsoron c. regényének (és az azonos című filmnek) a főszereplői börtönőrök.
- Számos (főként amerikai gyártású) bűnügyi játékfilmben szerepelnek börtönőrök és nagyrészt negatív, kisebb részben pozitív szereplők (például negatív A Remény rabjai-ban, az Ösztön-ben vagy A Bosszú börtöné-ben, pozitív A Halálsoron-ban)

## Ismert börtönőrök
- Lindenberger Lajos
- Jay Cutler[7]